# Manato Shinada
Manato Shinada (品田 愛斗 Shinada Manato?, Saitama, 19 de septiembre de 1999) es un futbolista japonés que juega como centrocampista en el JEF United Chiba.

## Trayectoria

### Clubes
| Club                      | País  | Año       |
| ------------------------- | ----- | --------- |
| F. C. Tokyo sub-23        | Japón | 2016-2017 |
| F. C. Tokyo               | Japón | 2018-2024 |
| Ventforet Kofu (cedido)   | Japón | 2023      |
| JEF United Chiba (cedido) | Japón | 2024      |
| JEF United Chiba          | Japón | 2025-     |

## Palmarés

### Títulos nacionales
| Título         | Club        | País  | Año  |
| -------------- | ----------- | ----- | ---- |
| Copa J. League | F. C. Tokyo | Japón | 2020 |